# Эль-Жар, Набиль
Наби́ль Эль-Жар (фр. Nabil El Zhar; 27 августа 1986, Алес, Франция) — марокканский футболист, полузащитник.

## Биография
Эль-Жар начал свою футбольную карьеру в «Олимпик Алес» — местной молодёжной команде. Потом он перешёл в «Олимпик» из Нима. В 2004 году Набиль стал игроком «Сент-Этьена».
Несмотря на то, что Набиль родился во Франции, он решил выступать за Марокко, откуда родом его родители. Тем не менее, одно время он представлял Францию на уровне юношеских сборных. В 2005 году Набиль в составе сборной Марокко принял участие в молодёжном чемпионате мира ФИФА и дошёл вместе с командой до полуфинала, где они уступили сборной Нигерии со счётом 0:3. В итоге на турнире марокканцы заняли четвёртое место, проиграв в матче за третье место Бразилии со счётом 1:2.
26 марта 2008 года Набиль дебютировал в первой сборной Марокко. В матче против Бельгии в Брюсселе он вышел на замену во втором тайме и на 85-й минуте встречи записал на своё имя первый гол за национальную команду. Марокканцы победили со счётом 4:1.
Эль-Жар уже дебютировал в первой команде «Ливерпуля», но сейчас пока является постоянным игроком резервного состава. 8 августа 2008 года было объявлено о том, что Набиль и пять его товарищей получили новые номера в первой команде клуба. Эль-Жар сменил свой номер 42 на 31.
Сезон 2010/11 игрок провёл в аренде в греческом ПАОКе. 19 августа 2011 года было объявлено, что контракт игрока с «Ливерпулем» расторгнут по обоюдном согласию и Эль-Жар продолжил карьеру в испанском «Леванте».
Отыграв за «Леванте» четыре сезона, в августе 2015 года Набиль стал игроком «Лас-Пальмас», которому достался бесплатно. Футболист заключил с канарским клубом контракт, который рассчитан на 2 сезона.